# Мазурин, Юрий Николаевич
Ю́рий Никола́евич Мазу́рин (1935—2004) — советский и российский инженер-физик, специалист в области разработки, создания и эксплуатации вычислительных комплексов и систем; лауреат Государственной премии СССР (1986) и Государственной премии РФ (2004).

## Биография
Родился в 1935 году в  Ивановской области.
С 1956 года, после окончания Ивановского индустриального техникума с отличием, работал в системе атомной промышленности СССР. 
С 1956 года направлен в закрытый город Челябинск-70, где работал техником, старшим техником, младшим научным сотрудником; с 1963 года после окончания Всесоюзного заочного энергетического института (специальность — математические счётно-вычислительные приборы и устройства) был назначен научным сотрудником, с 1986 года — начальником лаборатории, с 1989 по 2004 годы — заместителем начальника отделения  вычислительной техники ВНИИТФ.  Ю. Н. Мазурин внёс значительный вклад в освоение новой сети ЭВМ ВНИИТФ, был участником разработок, направленных на увеличение функциональных возможностей, производительности и надежности новых ЭВМ. Автор создания многомашинного комплекса на базе неоднородных ЭВМ (БЭСМ-6, ЕС ЭВМ, «Эльбрус-2»).
Умер в 2004 году в Снежинске.

## Награды

### Ордена
- Орден «Знак Почёта» (1971)

### Премии
- Государственная премия СССР (1986 — «за создание высокопроизводительных вычислительных комплексов»)
- Государственная премия Российской Федерации (2004)

### Знаки отличия
- Почетный гражданин Ильинского района Ивановской области (2005 — посмертно)[3]